# Арил
Арил — назва одновалентних радикалів ароматичного ряду. Наприклад С6Н5 — феніл, С10Н7 — нафтил та ін. Загальне позначення — Ar
| Арильний радикал | Назва сполуки             | Структурна формула | Примітки                              |
| ---------------- | ------------------------- | ------------------ | ------------------------------------- |
| Феніл            | Толуол                    |                    | Фенілрадикал: виділено голубим        |
| Феніл            | Фенол                     |                    | Фенілрадикал: виділено голубим        |
| Феніл            | Бензойна кислота          |                    | Фенілрадикал: виділено голубим        |
| 1-Нафтил         | 1-Нафтол                  |                    | 1-Нафтилрадикал: виділено голубим     |
| 2-нафтил         | 2-нафтиламін              |                    | 2-нафтиламінрадикал: виділено голубим |
| 9-антрил         | 9-антраценкарбальдегід    |                    | 9-антрилрадикал: виділено голубим     |
| 9-фенантрил      | Фенантрен-9-борна кислота |                    | 9-фенантрил радикал: виділено голубим |